# Biosphäre Potsdam

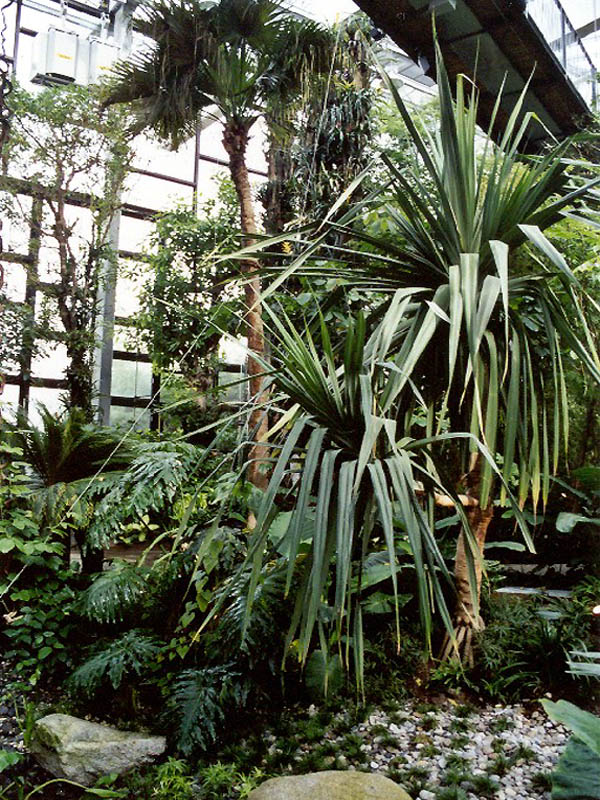
Interiörbild

Biosphäre Potsdam är ett tropiskt växthus i den tyska delstaten Brandenburgs huvudstad Potsdam. Växthuset ligger i Volkspark Potsdam, en modern park anlagd i norra Potsdam 2001 för den tyska nationella trädgårdsutställningen Bundesgartenschau. Byggnaden ritades av arkitektfirman Barkow Leibinger.
Till skillnad från en mer traditionell botanisk trädgård är Biosphäre Potsdam sedan invigningen 2001 avsedd att användas för upplevelseturism och evenemang, samt har en omfattande verksamhet med specialarrangemang för barn och vuxna under vinterhalvåret. I växthuset finns bland annat leguaner, ormar, spindlar, grodor, syrsor, geckor och fasaner. 2009 öppnades även ett fjärilshus. På grund av ekonomiska förluster har Potsdams stad sedan 2010 sökt privata investerare för att överta driften, och verksamheten har tidvis även varit nedläggningshotad.